# Пуэрильное дыхание
Пуэрильное дыхание (лат. puer «ребёнок») — разновидность везикулярного дыхания у здоровых детей в возрасте от 6 месяцев — 1 года до 7 лет, отличающееся от везикулярного усиленным и продолжительным шумом выдоха, и не встречается у взрослых. Как отдельный дыхательный шум выделяется в русской терапевтической школе и других национальных школах бывшего СССР .

## Причины пуэрильного дыхания
В основе пуэрильного дыхания лежат колебания альвеол при дыхании. Так как альвеолярный слой у детей до 7 лет относительно тоньше, а бронхи относительно уже, чем у лиц старшего возраста, к звуку колебаний альвеол примешивается больше звуков из бронхов. Кроме того, благодаря, во-первых, значительному развитию стромы, уменьшающему воздушность легочной ткани, во-вторых, более короткому расстоянию от голосовой щели до места аускульльтации из-за малых размеров грудной клетки создаются условия для значительного примешивания ларингеального дыхания.
Другие причины:
1. Относительная узость гортани;
2. Слабое развитие мышц грудной клетки и выраженная упругость костного каркаса за счет хрящевой ткани, что увеличивает способность к вибрации[1].

## Клинические особенности пуэрильного дыхания
1. Аускультативный звук похож на звук «ф» (как при везикулярном дыхании);
2. Вдох более отчетливый, выдох относительно громкий и удлиненный по сравнению с везикулярным дыханием, что приближает этот тип дыхания к патологическому жесткому (примерное соотношение вдоха и выдоха: 3:2—1:1 при пуэрильном дыхании, 3:1—3:0 — при везикулярном и 1:1 — при жестком);
3. Выслушивается над здоровой легочной тканью над обеими половинами грудной клетки[1].

## Клиническое значение
Необходимо дифференцировать физиологическое пуэрильное и патологическое жесткое дыхание. В то же время некоторые исследователи считают выделение пуэрильного дыхания, как особого, излишним с ценностью, скорее, для теории, чем для практики. 